# Anippe
Anippê (grekiska: Ἀνίππη) var en najad i grekisk mytologi. Hon bodde i den egyptiska floden Nilen i norra Afrika och hon var möjligtvis dotter till flodguden Neilos.
Anippe var älskad av guden Poseidon och hon fick med honom sonen Bousiris som senare växte upp att bli barbarisk kung.